# Comtés de l'État du Vermont
L'État américain du Vermont est divisé en 14  
comtés (counties).

## Liste des comtés
| Comté      | Date de création | Superficie (en km²) | Population (2000) | Pop./km² | Siège                    |
| ---------- | ---------------- | ------------------- | ----------------- | -------- | ------------------------ |
| Addison    | 1785             | 1 995               | 35 974            | 18,03    | Middlebury               |
| Bennington | 1779             | 1 752               | 36 994            | 21,12    | Bennington et Manchester |
| Caledonia  | 1796             | 1 685               | 29 702            | 17,63    | St. Johnsbury            |
| Chittenden | 1797             | 1 396               | 146 571           | 104,99   | Burlington               |
| Essex      | 1792             | 1 723               | 6 459             | 3,75     | Guildhall                |
| Franklin   | 1777             | 1 650               | 45 417            | 27,53    | St. Albans               |
| Grand Isle | 1777             | 214                 | 6 901             | 32,25    | North Hero               |
| Lamoille   | 1835             | 1 194               | 23 233            | 19,46    | Hyde Park                |
| Orange     | 1781             | 1 783               | 28 226            | 15,83    | Chelsea                  |
| Orleans    | 1792             | 1 807               | 26 227            | 14,54    | Newport                  |
| Rutland    | 1781             | 2 415               | 63 400            | 26,25    | Rutland                  |
| Washington | 1777             | 1 785               | 58 039            | 32,51    | Montpelier               |
| Windham    | 1781             | 2 043               | 44 216            | 21,64    | Newfane                  |
| Windsor    | 1781             | 2 515               | 57 418            | 22,83    | Woodstock                |